# 3C 397
3C 397, también llamado SNR G041.1-00.3, CTB 67 y AJG 94, es un resto de supernova situado en la constelación de Aquila. Fue detectado como radiofuente en el Tercer catálogo de radiofuentes de Cambridge (3C).

## Morfología
3C 397 es un resto de supernova de morfología mixta, rellena desde su centro en rayos X pero con forma de cáscara en banda de radio. Se está expandiendo hacia un medio ambiental de alta densidad, con un fuerte gradiente en dirección oeste, y su actual tamaño angular es de 5 × 3 minutos de arco.
En banda de radio, 3C 397 es uno de los restos de supernova más brillantes y tiene forma irregular.
La morfología en rayos X es también bastante irregular, habiéndose sugerido que ello sea el resultado de la interacción con un entorno denso, en vez de producto de una explosión asimétrica.
La emisión de rayos X de 3C 397 es de naturaleza térmica sin que se detecte un componente no térmico.
Los altos niveles de manganeso y níquel de 3C 397 hacen pensar que se originó por la explosión de una supernova de tipo Ia cuyo progenitor tenía con una masa cercana al límite de Chandrasekhar.
También se han descubierto eyecciones con abundancias extremadamente altas de titanio y cromo —además de manganeso, hierro y níquel— en la parte sur de este resto de supernova.

## Edad y distancia
La edad de 3C 397 puede estar en el rango de 1350 - 1750 años, dependiendo de la distancia a la que se encuentre este resto de supernova, lo que implicaría que está más evolucionada que otros restos de supernova de tipo Ia como G1.9+0.3, SN 1572 o SN 1006.
Otro trabajo, sin embargo, le atribuye una mayor edad, entre 2000 y 4000 años.
3C 397 se encuentra a una distancia estimada entre 8000 y 9700 pársecs y un estudio más reciente restringe este valor a 8500 ± 500 pársecs.